# Canoa/kayak ai XII Giochi panafricani
Le competizioni di Canoa/kayak ai XII Giochi panafricani di Rabat 2019 si sono svolte dal 28 al 30 agosto 2019 a Salé, in Marocco.

## Partecipanti
- Algeria
- Angola
- Gibuti
- Egitto
- Costa d'Avorio
- Marocco
- Mozambico
- Nigeria[1]
- São Tomé e Príncipe
- Senegal
- Seychelles
- Sudafrica[2]
- Sudan
- Tunisia

## Risultati

### Uomini
| Specialità     | Oro                                                                    | Prestazione | Argento                                                     | Prestazione | Bronzo                                                                          | Prestazione |
| -------------- | ---------------------------------------------------------------------- | ----------- | ----------------------------------------------------------- | ----------- | ------------------------------------------------------------------------------- | ----------- |
| K-1 200 metri  | Chrisjan Coetzee                                                       |             | Mohamed Ali Mrabet                                          |             | Ali Ahmed                                                                       |             |
| K-1 1000 metri | Mohamed Ali Mrabet                                                     |             | Louis Hattingh                                              |             | Oussama Djabali                                                                 |             |
| K-2 200 metri  | Sudafrica Chrisjan Coetzee Jarryd Gibson                               |             | Egitto Momen Mahran Ali Ahmed                               |             | Tunisia Outail Khatali Mohamed Ali Mrabet                                       |             |
| K-2 1000 metri | Sudafrica Louis Hattingh Jarryd Gibson                                 |             | Tunisia Outail Khatali Mohamed Ali Mrabet                   |             | Egitto Ahmed Elbedwihy Amr Abouzeid                                             |             |
| K-4 500 metri  | Sudafrica Chrisjan Coetzee Jarryd Gibson Louis Hattingh Sifiso Masina  |             | Egitto Amr Abouzeid Ali Ahmed Ahmed Elbedwihy Momen Mahran  |             | Algeria Abdelhamid Djellouli Ayoub Haidra Samir Laouar Abderrahmane Ouldkaddour |             |
| C-1 200 metri  | Ghailene Khattali                                                      |             | Joaquim Lobo                                                |             | Buly Da Conceição Triste                                                        |             |
| C-1 1000 metri | Ghailene Khattali                                                      |             | Buly Da Conceição Triste                                    |             | Sanda Benilson                                                                  |             |
| C-2 200 metri  | Mozambico Nordino Mussa Tualibudine Mussa                              |             | Angola Manuel José Miego António Aldair Domingos Paulo Neto |             | Tunisia Ghailene Khattali Mohamed Kendaoui                                      |             |
| C-2 1000 metri | São Tomé e Príncipe Buly Da Conceição Triste Roque Fernandes Dos Ramos |             | Angola Manuel José Miego António Aldair Domingos Paulo Neto |             | Tunisia Ghailene Khattali Mohamed Kendaoui                                      |             |

### Donne
| Specialità    | Oro                                                                      | Prestazione | Argento                                                       | Prestazione | Bronzo                                                           | Prestazione |
| ------------- | ------------------------------------------------------------------------ | ----------- | ------------------------------------------------------------- | ----------- | ---------------------------------------------------------------- | ----------- |
| K-1 200 metri | Esti van Tonder                                                          |             | Khaoula Sassi                                                 |             | Samaa Ahmed                                                      |             |
| K-1 500 metri | Esti van Tonder                                                          |             | Khaoula Sassi                                                 |             | Samaa Ahmed                                                      |             |
| K-2 200 metri | Marocco Laila Bouchir Chaymaa Guemra                                     |             | Egitto Samaa Ahmed Farah Mohamed                              |             | Sudafrica Bridgitte Hartley Donna Hutton                         |             |
| K-2 500 metri | Sudafrica Bridgitte Hartley Donna Hutton                                 |             | Tunisia Afef Ben Ismail Khaoula Sassi                         |             | Egitto Samaa Ahmed Farah Mohamed                                 |             |
| K-4 500 metri | Sudafrica Bridgitte Hartley Donna Hutton Nosipho Mthembu Esti van Tonder |             | Egitto Rawan Abouarram Habiba Ahmed Samaa Ahmed Farah Mohamed |             | Marocco Zina Aboudalal Laila Bouchir Chaymaa Guemra Salma Khabot |             |
| C-1 200 metri | Ayomide Emmanuel Bello                                                   |             | Oulimata Ba Fall                                              |             | Nedra Trabelsi                                                   |             |
| C-1 500 metri | Ayomide Emmanuel Bello                                                   |             | Nedra Trabelsi                                                |             | Combe Seck                                                       |             |
| C-2 200 metri | Nigeria Ayomide Emmanuel Bello Tubereferia Goodness Foloki               |             | Senegal Oulimata Ba Fall Combe Seck                           |             | Tunisia Ghada Belhaj Nedra Trabelsi                              |             |
| C-2 500 metri | Nigeria Ayomide Emmanuel Bello Tubereferia Goodness Foloki               |             | Senegal Oulimata Ba Fall Combe Seck                           |             | Tunisia Ghada Belhaj Nedra Trabelsi                              |             |

## Medagliere
La nazione ospitante è evidenziata
| Posiz. | Nazione             | Oro | Argento | Bronzo | Totale |
| ------ | ------------------- | --- | ------- | ------ | ------ |
| 1      | Sudafrica           | 8   | 1       | 1      | 10     |
| 2      | Nigeria             | 4   | 0       | 0      | 4      |
| 3      | Tunisia             | 3   | 6       | 6      | 15     |
| 4      | São Tomé e Príncipe | 1   | 1       | 1      | 3      |
| 5      | Mozambico           | 1   | 1       | 0      | 2      |
| 6      | Marocco             | 1   | 0       | 1      | 2      |
| 7      | Egitto              | 0   | 4       | 5      | 9      |
| 8      | Senegal             | 0   | 3       | 1      | 4      |
| 9      | Angola              | 0   | 2       | 1      | 3      |
| 10     | Algeria             | 0   | 0       | 2      | 2      |
| Total  | Total               | 18  | 18      | 18     | 54     |